# Sitio de Siracusa (868)
El sitio de Siracusa del año 868 fue llevado a cabo por los aglabíes contra Siracusa en Sicilia, entonces una posesión del Imperio bizantino, durante la larga conquista musulmana de Sicilia. Durante el asedio los aglabíes derrotaron a una flota bizantina que acudió a socorrer la ciudad. Como el asedio no consiguió tomar la ciudad, los musulmanes recurrieron al saqueo de los campos que la rodeaban antes de retirarse. Una década más tarde, los aglabíes conquistaron finalmente la ciudad tras el sitio de 877-878.